# Myrmeleonostenus italicus
Myrmeleonostenus italicus är en stekelart som först beskrevs av Johann Ludwig Christian Gravenhorst 1829.  Myrmeleonostenus italicus ingår i släktet Myrmeleonostenus och familjen brokparasitsteklar. Arten är reproducerande i Sverige. Inga underarter finns listade i Catalogue of Life.